# 笠置神社 (恵那市)
笠置神社（かさぎじんじゃ）は、岐阜県恵那市中野方町に鎮座する神社。

## 祭神
- 伊邪那岐命
- 伊邪那美命
- 天児屋命
- 火産霊命
- 水分神
- 誉田別神

## 歴史
笠置神社は古くから雨乞いの神として信仰されてきた神社で、雨乞いの際には鎌を奉納し祈願したとされ、笠置山山頂に本社（奥社）、麓には前社（下社）が鎮座している。
かつて存在した笠木山大権現の別当寺の清寶院で記されたと考えられる「笠置山縁起書」によれば、元は舟伏山と呼ばれていたが、
平安時代の寛和2年（986年）、花山法皇が仏門に入り巡錫で東山道を通って恵奈の地に来た時に、舟伏山の形が山城国の笠置山に似ているということで、
と和歌を詠んだことで、笠置山と呼ばれるようになったと記されている。
そして花山法皇が笠置山を霊地と悟り、山頂に社を設けたのが始まりとされる。
恵那地方では笠置山は弘法大師が上向きに寝ている姿に見えるとして、寝弘法とも呼ばれ、
また「お笠置山に雲がかかると雨になり、晴れると恵那盆地は快晴となる」と言われて親しまれてきた。
明治維新以前の記録には、すべて「笠木」の文字が使われていたが、
享和2年（1802年）に大田南畝（蜀山人）が中山道を通過した時の壬戌紀行には、「お笠着山」と書かれており、「俗に大神宮の笠めし山と言えり」と記されている。

## 村社笠置神社（下社）
(下社)の拝殿は木造平屋建て、桟瓦葺き、妻入、桁行3間、正面1間入母屋向拝付き、外壁は真壁造り板張り（正面1間分は柱のみの吹き放し）、華美な装飾が無い構造である。
かつて笠置山麓の鳥井平には神仏習合の山伏が住む別当寺の清寶院が祭事を司る御前堂（御借社）が存在したが、
慶応4年（1868年）3月の神仏分離令により、別当（山伏）は退去させられ清寶院は廃寺となった。
明治4年（1871年）11月、御前堂は、一村一社の合祀令に従って中野方村の五十五の祠を合祀し、社人の各務広任が「村社笠置神社」に改称した。
昭和27年（1952年）、宗教法人法制定後から神社本庁恵那支部長が献幣使として、例大祭に幣帛料を献じ、銀幣を捧げている。

### 弘法堂
御前堂（御借社）は、下社の前社となっているが、その境内の西に弘法堂があり、石弘法の台座に以下の銘がある。
この石弘法は、山頂の奥社に建ててあったもので、苗木藩の廃仏毀釈の時に、彦右衛門の子の福井勘左衛門が山頂から下して自宅に運び、土中に埋めて隠していたが、
明治4年（1871年）の府県統合で苗木県が岐阜県に吸収されて消滅し廃仏毀釈が終了した後に、現在の場所に祀ったものである。
笠木山 白雲寺とあるのは、かつて美濃国加茂郡小原村に存在した白川山 室松寺別当の秀算が、苗木藩領及び、幕府領であった小原村、尾張藩領であった細目村に、四国八十八箇所を真似た札所を作った時に決めた寺名である。
天保3年（1832年）3月に、秀算が作成した木版刷の冊子によると、笠木山大権現を四国三十二番の土佐国の禅師峰寺になぞらえて、笠木山 白雲寺と名付けて讃歌を詠んでいる。

### 梵鐘
御前堂(御借社)には天文11年（1542年）、岩村城主の遠山景前と延友新右衛門尉が笠木社に梵鐘を寄進した梵鐘があったが、清寶院が廃寺後に売却された。
明治16年（1883年）に柘植太郎八が書いた「安弘見伝記」や「恵那郡史」に書かれている鐘銘としては、
1. 建武二乙亥年 三月十日、 大檀那領主 遠山加藤左衛門尉景村、 美濃国 蘇原荘 安弘見郷 中之方 大小氏子中、 別当 清寶院
2. 天文二壬辰年 八月吉辰日、 大檀那 遠山左近佐正廉、 美濃国 加茂郡 蘇原庄 安弘見郷 中之方村 氏子中 別当 勇海[5]
3. 濃州 加茂郡 笠木山大権現 新寄進 本願 延友新右衛門尉 藤原景延 願主 遠山左衛門尉 藤原景前 天文十一稔 寅壬 十一月念日[6]

とあり、藤原景前とは、岩村城主の遠山景前のことで、笠木社とは、笠置神社のことである。すなわち当時の中野方村は加茂郡に属していたことが分かる。

## 郷社笠置神社（本社=奥社）
山頂の奥社付近には数多くの巨石怪石が存在しているところから古代は祭祀場であったと考えられている。
中には古代岩刻文字（ペトログラフ）が刻まれているものもある。
奥社の笠木大権現は、神寶の「御鎌様」を有し、雨乞いが行われていた。
享和3年（1803年）の庄屋文書（中之方村諸格合之覚）に記されている内容によると寛永3年（1626年）の棟札が最も古く、その他としては明暦3年（1657年）・元禄10年（1697年）の棟札があったとされる。
文化5年（1808年）には、社殿の修築が行われたが、嘉永7年（1854年）、山火事が類焼し、社殿、棟札、社宝、記録等が焼失し由来の詳細が失われたため、安政3年（1856年）に再建された。
明治4年（1871年）11月、笠木大権現は社人の各務広任によって笠置神社に改称され、苗木県第四区郷社に定められたが、苗木県が岐阜県に吸収されると第十二大区十小区の郷社に社格が定められた。

## 笠置神社遥拝所
恵那市中野方町坂折の権現山にある。権現山山頂には上権現神社があり山麓には下権現神社がある。
上権現神社は、戦国時代に、大和国から坂折へ移住してきた小池忠兵衛・喜三郎兄弟が、黒瀬街道近くの小祠に祀っていた故郷の産土神である蔵王大権現を山頂に移したという伝承がある。

## 指定文化財・天然記念物

### 恵那市指定文化財
（無形民俗） ぬれた囃し 笠置神社前社（下社）にて5月3日の例祭に奉納される。昭和31年（1956年）指定

## 関連リンク
- 笠置神社　岐阜県神社庁
- 笠置神社大祭　恵那市観光公式サイト